# 15502 Hypeirochus
15502 Hypeirochus è un asteroide troiano di Giove del campo troiano. Scoperto nel 1999, presenta un'orbita caratterizzata da un semiasse maggiore pari a 5,117026 UA e da un'eccentricità di 0,015816, inclinata di 16,828113° rispetto all'eclittica. Ha un diametro di 53,100 km, un periodo di rotazione di 15,129 ore e un'albedo di 0,069.
È dedicato a Ipeiroco, guerriero troiano ucciso da Ulisse.